# Sylvain Barou

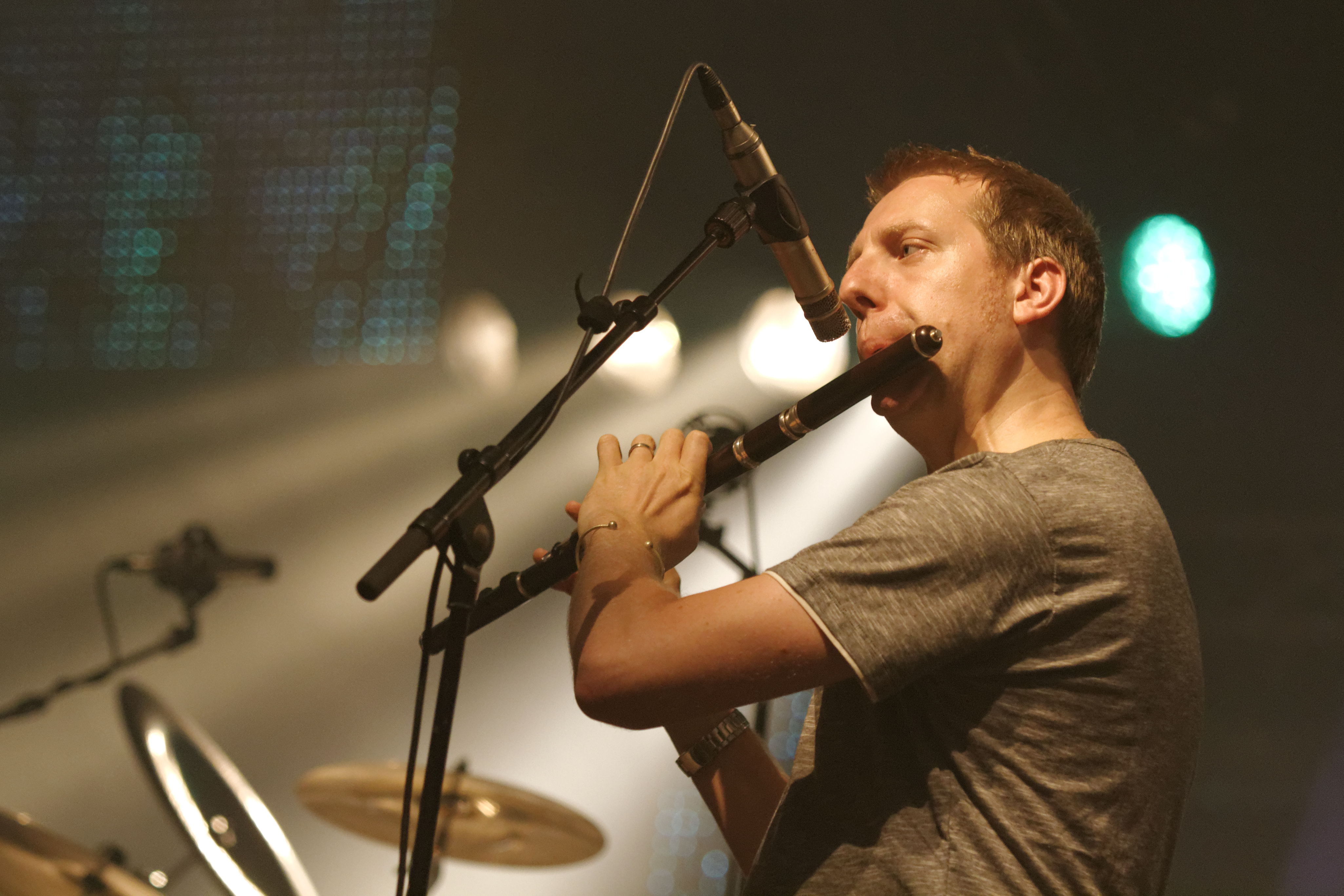
Sylvain Barou auf dem Festival de Cornouaille 2013

Sylvain Barou (* 21. September 1978 in Pontoise) ist ein französischer Flötist und Multiinstrumentalist. Musikalisch ist er in der traditionellen bretonischen und irischen Musik verwurzelt. Neben der hölzernen Traversflöte spielt Barou folgende in östlichen Kulturkreisen beheimatete Blasinstrumente: Duduk, Zurna, Kabazurna (tiefliegende Zurna), Bansuri, Mey, Uilleann Pipes, Binioù, Kozh, Pku, Shvi, Gaida und Neyanban.

## Leben und Werk
Ausgehend von der bretonischen und irischen Flötenmusik erlernte Sylvan Barou zunächst die klassische indische Bansuri-Musik, nachdem er 1998 den indischen Lautenspieler Harsh Wardhan in einem Konzert in Quimper spielen hörte. Er spielte dann in verschiedenen Formationen wie der irischen Gruppe „Guidewires“, bildete mit Donald Lunny und Padraig Rynne ein Trio und gab international Folk-Konzerte. Sylvain Barou ist mit diesen Ensembles fest in die bretonische „fest-noz“-Szene mit ihren berühmten Tanznächten eingebunden.
Sein Interesse an modaler Musik führte ihn musikalisch weiter in die Türkei, nach Armenien, in den Iran und nach Aserbaidschan. Hier lernte er unter anderem das Spiel auf dem Duduk und der Zurna und eignete sich dabei neuartige Techniken und Musikstile an. Auf Basis dieser vielfältigen Einflüsse integrierte Sylvain Barou andere Musikstile wie die klassische, indische Musik, die Sufi-Musik aus der Türkei und die persische Musik. Er entwickelte eine offene Musiksprache, die ihn zum Spiel in verschiedenen Kontexten wie der traditionellen Musik, dem Jazz, elektronischer und experimenteller Musik und auch zur Musik des Barocks und der Klassik befähigte.
Sylvain Barou wirkte in zahlreichen Konzerten, Aufnahmen und Projekten mit. Am 27. April 2023 spielte er in der Stadthalle Reutlingen mit der Württembergischen Philharmonie Reutlingen im Zusammenwirken mit dem Orchestre National de Bretagne das Werk Sur le fil. Konzert für traditionelle Holzflöte, Duduk und Uilleann Pipes des französischen Jazz-Trompeters und Komponisten Geoffroy Tamisier in der Uraufführung unter Ariane Matiakh. Er spielte in dieser Aufführung Flöte, Duduk und Uilleann Pipes und vereinte Weltmusik und Jazz.